# مار بریده
مار بریده (Cut Snake) یک فیلم هیجان انگیز استرالیایی محصول سال ۲۰۱۴ به کارگردانی تونی آیرس است.
نام این فیلم از یک اصطلاح استرالیایی گرفته شده‌است: «دیوانه مثل یک مار بریده» و یعنی جنون یا عصبانیت را آنقدر شدید توصیف می‌کند که نمی‌خواهید به آن نزدیک شوید.
این فیلم در بخش سینمای جهان معاصر در جشنواره بین‌المللی فیلم تورنتو ۲۰۱۴ نمایش داده شد.

## خلاصه داستان
مرو (الکس راسل) یک محکوم سابق در دهه ۱۹۷۰ ملبورن است که تلاش می‌کند تا زندگی جدیدی را برای خودش رقم بزند. او کار صادقانه ای پیدا کرده‌است و حتی با پائولا (جسیکا د گوو) نیز نامزد می‌کند، اما چشم‌انداز زندگی جدید وی هنگامی به چالش کشیده می‌شود که هم سلولی سابق و کاریزماتیک وی، جیمز (سالیوان استپلتون) وارد شهر شود و او را برای بازگشت به زندگی سابقش تحت فشار می‌گذارد.

## بازیگران
- سالیوان استپلتون به عنوان جیمز
- الکس راسل به عنوان مرو
- جسیکا د گوو به عنوان پائولا

## بازخورد
مار بریده با بررسی‌های مثبت منتقدین و مخاطبان روبرو شد و رتبه ۸۰٪ تأیید را در راتن تومیتوز کسب کرد.

### جوایز
| جایزه                  | دسته‌بندی                               | موضوع            | نتیجه    |
| ---------------------- | -------------------------------------- | ---------------- | -------- |
| جایزه AWGIE            | بهترین نویسندگی در یک فیلم ویژه - اصلی | بلیک آیشفورد     | نامزدشده |
| جوایز AACTA            | بهترین فیلمنامه اصلی                   | بلیک آیشفورد     | نامزدشده |
| جوایز AACTA            | بهترین بازیگر زن                       | سالیوان استپلتون | نامزدشده |
| جوایز AACTA            | بهترین ویرایش                          | اندی کنی         | نامزدشده |
| جوایز AACTA            | بهترین طراحی تولید                     | جوزفین فورد      | نامزدشده |
| جوایز AACTA            | بهترین طراحی لباس                      | کپی ایرلند       | نامزدشده |
| جایزه AFCA             | بهترین بازیگر زن                       | سالیوان استپلتون | نامزدشده |
| جشنواره فیلم بایرون بی | بهترین ویژگی دراماتیک                  | تونی آیرس        | برنده    |
| جوایز FCCA             | بهترین بازیگر زن                       | سالیوان استپلتون | نامزدشده |
| جوایز FCCA             | بهترین طراحی تولید                     | جوزفین فورد      | نامزدشده |
| جوایز FCCA             | بهترین فیلمبرداری                      | سیمون چاپمن      | نامزدشده |
| جوایز FCCA             | بهترین فیلمنامه / فیلمنامه             | بلیک آیشفورد     | نامزدشده |
| جوایز FCCA             | بهترین ویرایشگر                        | اندی کنی         | نامزدشده |